# Лосевочка
Лосевочка (укр. Лосевочка) — село в Семёновском районе Черниговской области Украины. Население 8 человек. Занимает площадь 0,06 км². Расположено на реке Лубна.
Код КОАТУУ: 7424786007. Почтовый индекс: 15471. Телефонный код: +380 4659.

## Власть
Орган местного самоуправления — Старогутковский сельский совет. Почтовый адрес: 15470, Черниговская обл., Семёновский р-н, с. Старая Гутка, ул. Центральная, 2.